# كامبيجنوليس ليه بيتيتس
كامبيجنوليس ليه بيتيتس (بالفرنسية: Campigneulles-les-Petites)‏ هي بلدية تقع في إقليم باد كاليه من منطقة نور با دو كاليه في شمال فرنسا. تبلغ مساحة هذه المدينة 6.19 (كم²)، وترتفع عن سطح البحر 51 م، يبلغ عدد سكانها 517 نسمة حسب إحصاء المعهد الوطني للإحصاء والدراسات الاقتصادية سنة 2009 م. وترأس Jean-Claude Allexandre البلدية خلال فترة (2001-2008).